# Perceval Landon
Perceval Landon (29 mars 1869 - 23 janvier 1927) est un écrivain et journaliste anglais. Il est notamment connu pour son œuvre fantasmagorique Thurnley Abbey.

## Biographie
Son prénom lui vient du nom de jeune fille de sa mère, fille du révérend Arthur Philip Perceval, par lequel il est relié à Spencer Perceval. Sa famille du côté paternel est française et descend des huguenots, ayant immigré à Londres dans les années 1680 à l'époque de la révocation de l'édit de Nantes.

### Vie et carrière
Perceval Landon a suivi des études à Hertford College, à Oxford. Pendant son séjour à Oxford, il devient l'un des tout premiers souscripteurs du Treatise on Heraldry British and Foreign de John Woodward and George Burnett (1982), manifestant ainsi une passion pour l'héraldique qui ne devait jamais le quitter.
En 1904, alors journaliste correspondant du Times, Perceval Landon accompagne l’expédition de Younghusband, observe la société tibétaine et rapporte croquis et photographies.

## Publications
- 1908 : Heliotropes, or New Posies for Sundials, écrit en partie en anglais et en partie en latin.
- (en) Lhasa: an account of the country and people of Central Tibet (1905) (fr) Lhassa, la ville interdite, description du Tibet central et des coutumes de ses habitants, relation de la marche de la mission envoyée par le Gouvernement anglais (1903-1904), Hachette, 1906
- (en) Under the Sun: impressions of Indian cities (1906)
- (en) 1857, The Story of the Indian Mutiny (1907)
- (en) Raw Edges; studies and stories of these days (1908)
- (en) The House Opposite (n.d.)
- (en) For the Soul of the King (traduit du français, 1909)
- (en) Nepal (1928).

## Sources
1. ↑  (en) Conjeeveram Hayavadana Rao, The Indian Biographical Dictionary, 1915, s.v. Perceval Landon.